# L'Homme qui aimait Yngve
Pour plus de détails, voir Fiche technique et Distribution.
L'Homme qui aimait Yngve (Mannen som elsket Yngve) est une comédie dramatique norvégienne écrite et réalisée par Stian Kristiansen et sortie en 2008. 
Le film est tiré du roman du même nom de l'auteur norvégien Tore Renberg.

## Fiche technique
- Titre original : Mannen som elsket Yngve
- Titre français : L'Homme qui aimait Yngve
- Réalisation : Stian Kristiansen
- Scénario : Tore Renberg
- Photographie : Trond Høines
- Montage : Vidar Flataukan
- Musique : John Erik Kaada
- Pays d'origine : Norvège
- Langue originale : norvégien
- Format : couleur
- Genre : comédie dramatique
- Durée : 90 minutes
- Dates de sortie :
  - Norvège : 15 février 2008

## Distribution
- Rolf Kristian Larsen : Jarle Klepp
- Arthur Berning : Helge Ombo
- Ida Elise Broch : Cathrine Halsnes
- Ole Christoffer Ertvaag : Yngve Lima
- Jørgen Langhelle : Terje Orheim - Jarles far
- Trine Wiggen : Sara Klepp - Jarles mor
- Knut Sverdrup Kleppestø : Andreas
- Andreas Cappelen : Naturfaglærer
- Vegar Hoel : Johannes Svensen
- Mari Langfeldt : Høyre-Anita
- Erlend Stene : Oljeungen
- Lasse Holdhus : Rulle
- Marko Iversen Kanic : Stegasen (as Marko Kanic)
- Kristoffer Joner : Frisør Tom
- Stian Aase : Liten gutt på Storhaug
- Oda Olave Nordli : Ine Lima
- Karoline Krüger : Unni Lima Yngves mor
- Bjørn Ravn Carlsen : Dørvakt
- Sigurd Holter : Lydmann Folken
- Gaute Garlid : Bartender
- Emilie Houge : Anette
- Åshild Helgevold : En Storhaug-frue
- Øyvind Tendenes : Postmann
- Anette Walland : Kugjentene #1
- Mia Melvær : Kugjentene #2
- Simon Harmer : Mighty Dogfood Band
- Steffen-Andre Schreuder : Mighty Dogfood Band
- Arve Hinderaker : Mighty Dogfood Band
- Helgar Nygaard : Mighty Dogfood Band